# Rio das Caixões
Rio das Caixões är ett vattendrag i Brasilien.   Det ligger i delstaten Rio Grande do Sul, i den södra delen av landet, 1 600 km söder om huvudstaden Brasília.
Trakten runt Rio das Caixões består till största delen av jordbruksmark. Runt Rio das Caixões är det ganska glesbefolkat, med 29 invånare per kvadratkilometer.